# Lennart von Post

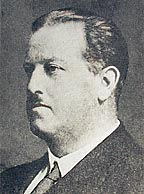
Lennart von Post

Ernst Jakob Lennart von Post (Johannesberg (Västmanland), 16 juni 1884 - Stockholm, 11 januari 1951) was een Zweeds paleobotanicus en geoloog, die bekendstaat als de belangrijkste grondlegger van de palynologie, het onderzoek naar fossiel pollen van planten.

## Biografie
Von Posts vader was een jurist aan het kantongerecht, zijn moeder stierf toen hij een jaar oud was. Broers of zussen had hij niet, zodat hij door zijn vader werd opgevoed. Op zijn 17e ging hij studeren aan de Universiteit van Uppsala, waar hij geïnteresseerd raakte in geologie en les kreeg van Rutger Sernander. Onder invloed van Sernander deed hij onderzoek naar veenmoerassen waarop hij in 1907 afstudeerde. Het jaar erop ging hij werken voor de Zweedse Geologische Dienst. Zijn werk hier was vooral paleobotanisch: hij bracht de moerasvegetatie en de lagen veen in de ondergrond van Zweden in kaart. Bij dit werk ging hij, naast gebruik te maken van Webers grenzhorizonten, voorkomens van het pollen in bepaalde lagen als markers gebruiken om veenlagen uit verschillende gebieden te correleren. Gedreven door de wens om steeds betere markers te krijgen, begon hij rond 1913 al het pollen in een bepaalde laag te tellen, en de ratio's tussen het pollen van verschillende soorten te bepalen. Hiermee was de palynologie geboren.
Von Post presenteerde zijn resultaten in 1916, waarna hij zijn onderzoek voortzette. Hij deed behalve naar veenpollen ook onderzoek naar hoge kusten in Zuid-Zweden en hield zich bezig met geotechniek. Hij zat in de Geotechnische Commissie van de Zweedse Spoorwegen. In 1929 werd hij hoogleraar in de geologie aan Stockholms Högskola, een leerstoel die eerder door Gerard de Geer was bezet.

## Onderscheidingen
Von Posts pollenmethode was een belangrijke bijdrage aan zowel de klimatologie als de archeologie. Hij ontving daarvoor eredoctoraten in Stockholm (1927), Königsberg (1941) en Kopenhagen (1950). Hij was vanaf 1939 lid van de Zweedse Academie van Wetenschappen.
- Author citation (botany): L.Post
- Gemeinsame Normdatei: 12791420X
- International Standard Name Identifier: 0000 0001 1033 3878
- Library of Congress Control Number: no2009025736
- Nederlandse Thesaurus van Auteursnamen: 190171243
- LIBRIS: 239530
- Virtual International Authority File: 119510875
- WorldCat: E39PBJyxpDkJMrXFpWh6hdbTpP